# Флора (дендропарк)
«Фло́ра» — дендрологічний парк місцевого значення в Україні. Розташований у межах Городоцького району Хмельницької області, в селі Пільний Олексинець. 
Площа 16 га. Статус надано згідно з рішенням 24 сесії обласної ради від 18.11.2009 року № 20-24/2009. Перебуває у віданні: Пільноолексинецька сільська рада. 
Статус надано для збереження дендрологічного парку, якого створив місцевий садівник-аматор Анатолій Володимирович Лаба. Зростає кілька десятків видів дерев і кущів, у тому числі чимало екзотів.